# STROKE OF FATE
「STROKE OF FATE」（ストローク オブ フェイト）は、日本のバンド、東京スカパラダイスオーケストラの楽曲で、27枚目のシングル。2004年7月28日発売。発売元はcutting edge。コピーコントロールCDとして発売。

## 解説
- 「STROKE OF FATE」は、TBCグループ「MEN'S TBC」のCMソング。
- ミュージック・ビデオが制作されており、監督は川村ケンスケが担当。

## 収録曲
編曲：東京スカパラダイスオーケストラ
1. STROKE OF FATE (4:36)
作曲：川上つよし
2. 栄光のエンブレム (3:48)
作詞：谷中敦　作曲：沖祐市
Vocal：大森はじめ
3. KNOCKDOWN BLOW (3:34)
作曲：冷牟田竜之
4. STROKE OF FATE (version) (5:18)
  - 渡辺省二郎によるリミックスバージョン。

## 収録アルバム
- 『ANSWER』（2005年3月9日）
- 『BEST OF TOKYO SKA 1998-2007』（2007年3月21日）
- 『The Last』（2015年3月4日）
- 『TOKYO SKA TREASURES 〜ベスト・オブ・東京スカパラダイスオーケストラ〜』（2020年3月18日）
- 『NO BORDER HITS 2025→2001 〜ベスト・オブ・東京スカパラダイスオーケストラ〜』（2025年3月19日）